# Odakyū série 3100
La série 3100 (3100形電車, 3100-gata) était un type de rame automotrice électrique exploité par la compagnie Odakyu sur les services Romancecar au Japon. Elle est aussi appelée Romancecar NSE (New Super Express).

## Description
La série comprend sept exemplaires fabriqués par Nippon Sharyo et Kawasaki Heavy Industries. Chaque rame comprend 11 voitures articulées. La cabine de conduite est surélevée, permettant une vue panoramique pour les passagers situés aux extrémités de la rame. C'est le premier modèle de la compagnie à présenter cette particularité.

## Histoire
Les deux premières rames de la série 3100 a été introduite le 16 mars 1963. La série a remporté un Blue Ribbon Award en 1964.
Les derniers services réguliers ont eu lieu jusqu'en 1999 et la dernière rame a roulé le 23 avril 2000.

## Services
Les rames circulaient principalement sur les lignes  Odawara et Hakone Tozan entre Shinjuku et Hakone-Yumoto.

## Préservation
Trois voitures, dont deux d’extrémité, sont exposées au Romancecar Museum à Ebina. Une autre voiture d'extrémité est visible près de la gare de Kaisei.

## Galerie photos

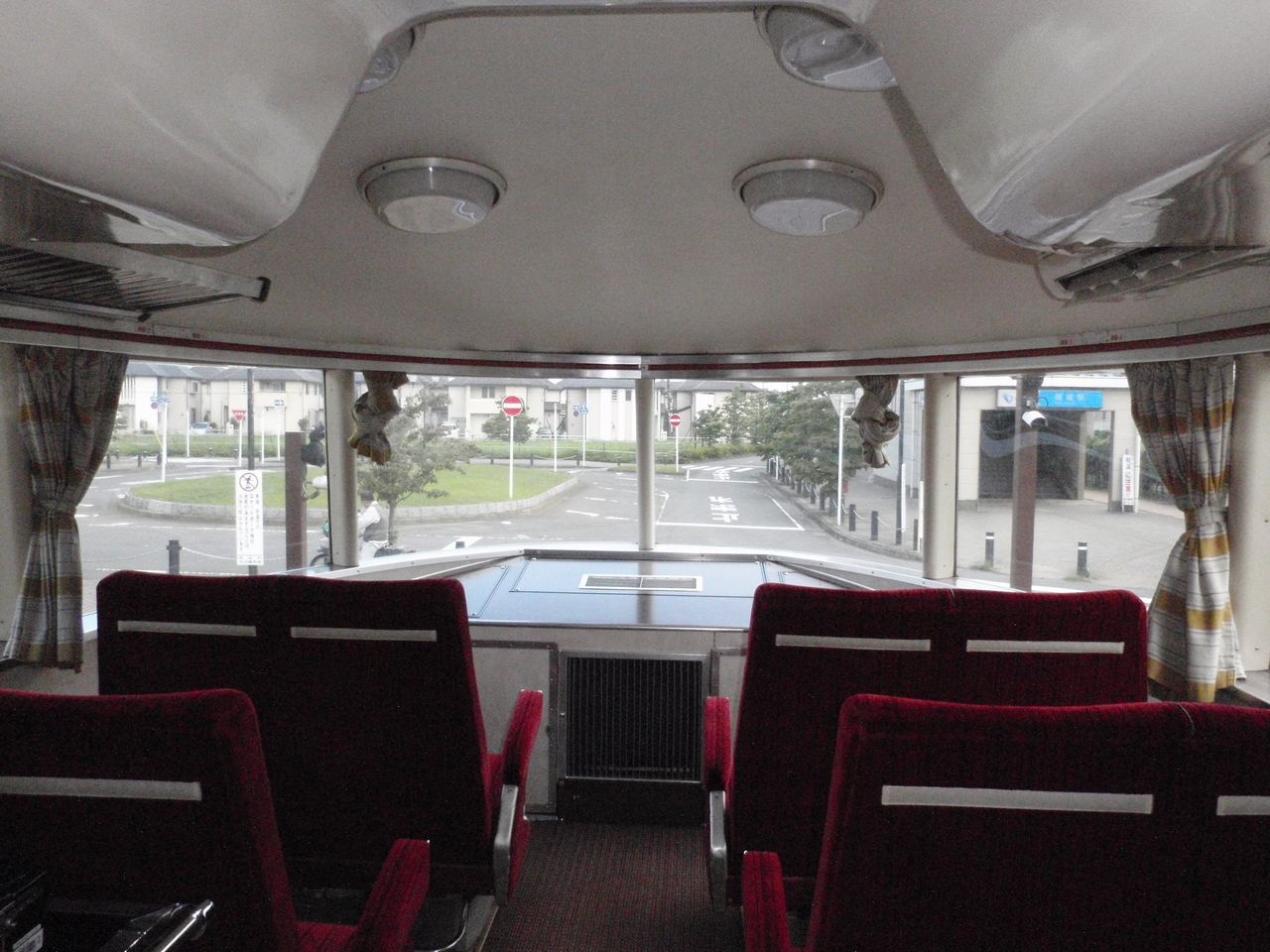
Sièges panoramiques.
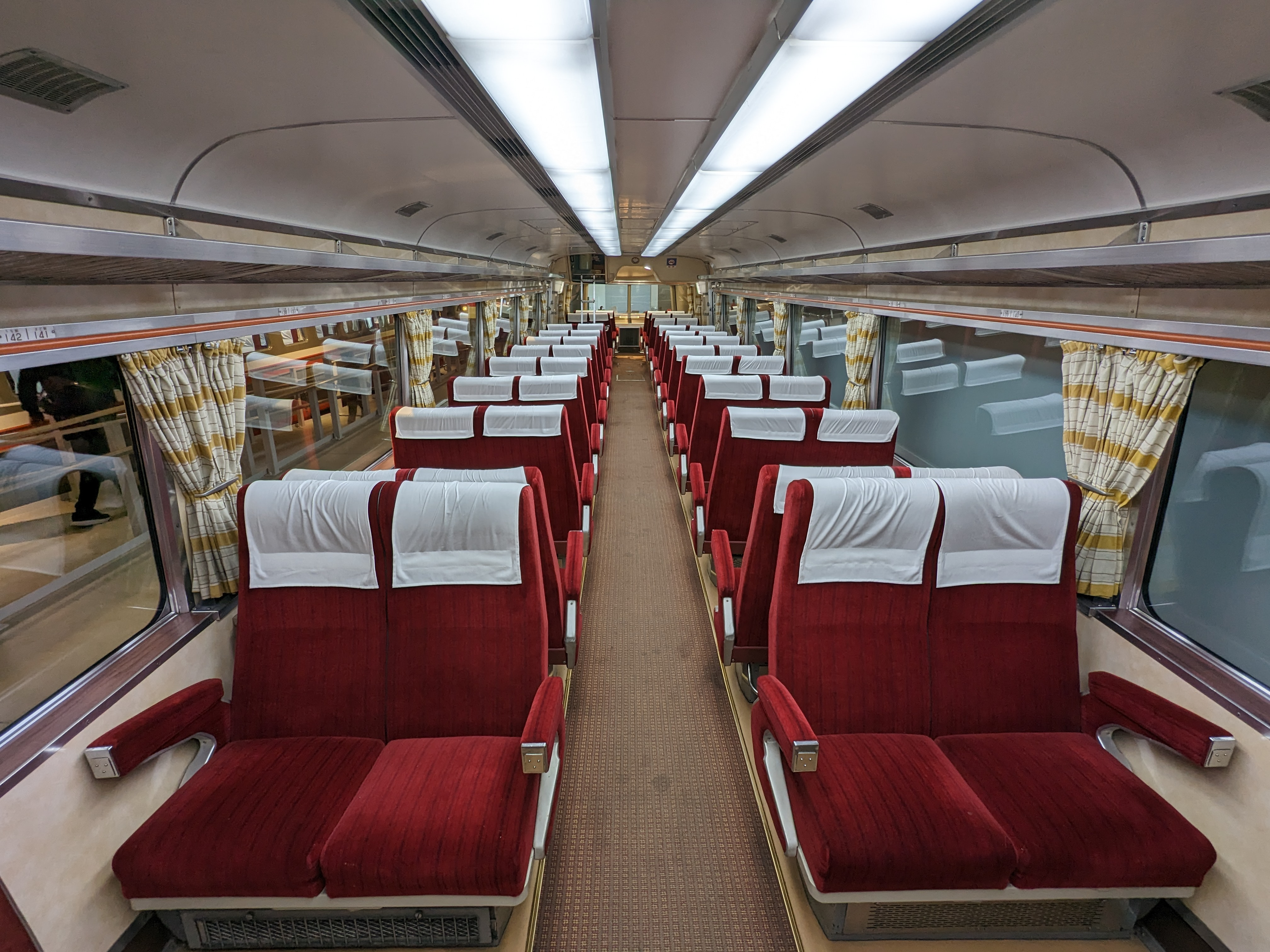
Aménagement intérieur.
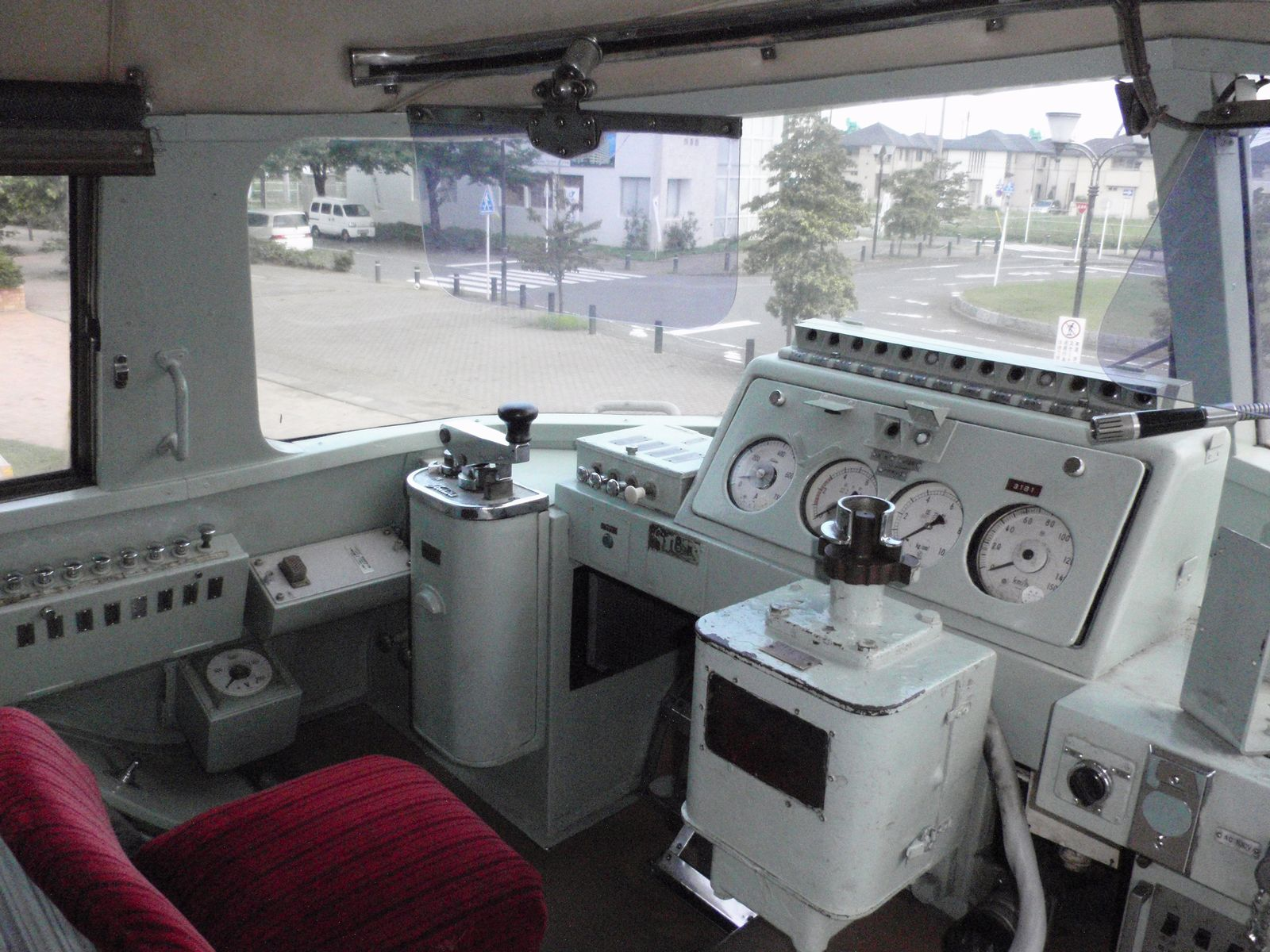
Cabine de conduite.